# Voluptas

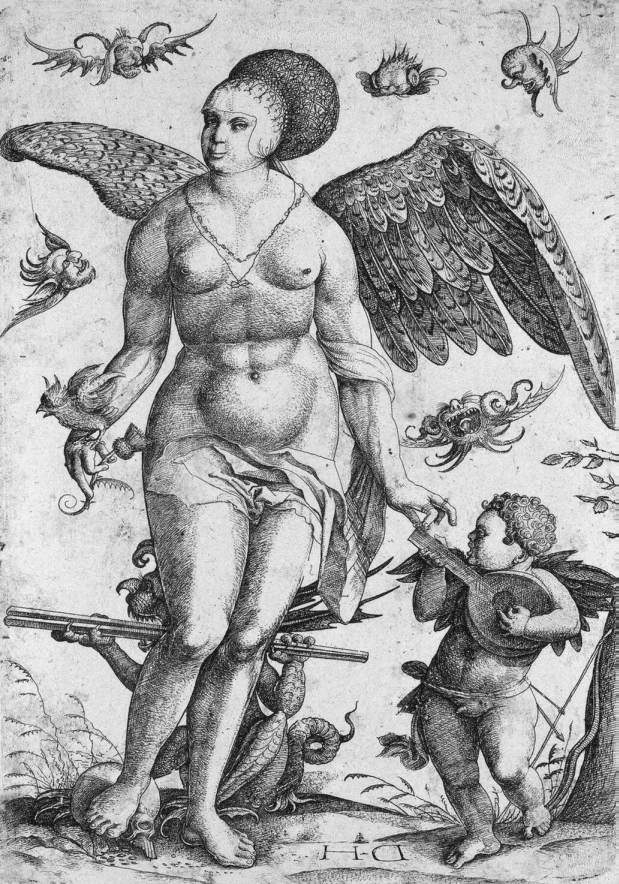
Voluptas (Stich von Daniel Hopfer, um 1500)

Voluptas (lateinisch „Lust“, „Vergnügen“, „Genuss“) ist in der römischen Mythologie die Personifikation der Lebenslust und der sexuellen Lust. Die Entsprechung der Voluptas in der griechischen Mythologie ist Hedone.
Bekannt ist sie vor allem aus der Erzählung von Amor und Psyche, die Apuleius in seinen Roman Metamorphosen eingebettet hat. Nach Apuleius ist Voluptas die Tochter von Amor und Psyche.
In Beziehung zu Voluptas stand Volupia, die Göttin des Wohlbefindens, deren Tempel sich bei der Porta Romanula befand. Es ist nicht klar, ob beide gleichzusetzen sind, oder ob es sich um unterschiedliche Konzepte handelt. Der Kult der Volupia ist jedenfalls uralt gewesen, da sich in ihrem Tempel die Statue der Angerona befand, die Plinius der Ältere in Beziehung zum geheimen Namen Roms setzt.